# 顏泉明
顏泉明（?—?），雍州京兆郡萬年縣（今陕西省西安市），祖籍琅邪郡临沂县（今山东省临沂市）。唐朝官吏、忠臣，顏杲卿的儿子、顏季明、顏威明的兄长。以清廉称于後世。

## 簡介
顏泉明有孝顺的节操，喜欢救济别人的急难。天寶十四載（755年），受父亲顏杲卿之命，负责联络真定县令賈深、内丘县丞張通幽、太原尹王承業，一起反抗叛乱的安禄山。至德元載（756年）他们抓住了安禄山武将高邈、何千年，将高、何二将，連同李欽湊的首级，由翟万德、賈深、張通幽送往長安。到太原，王承業想把功劳据为己有，和張通幽合謀，想杀顏泉明。顏泉明得知，逃得一命。顏泉明想要救援顏杲卿，但顏杲卿鎮守的常山陷落，顏杲卿和顏泉明的弟弟顏季明被史思明擒获。顏泉明客居寿陽，史思明擒获顏泉明，送到幽州。
至德二載（757年），史思明归唐后将顏泉明释放。乾元元年（758年），顏泉明同族顔真卿担任蒲州刺史，让他到河北访求宗族亲属。在河北见到姑姑的女儿和自己的女儿，先把姑姑的女儿用三万钱赎回，自己的女儿却又下落不明。途中，袁履謙和顏杲卿部将的妻儿、奴隶三百人，顏泉明尽力供给他们。然后把他们托付给顏真卿。顏真卿给銀錢物资，幫助这些人，让他们选择去处。顏泉明在常山把被害的弟弟顏季明的遺骸护送回来，顏真卿为季明写了祭文。顏真卿的祭文草稿就是著名的书法作品《祭姪稿》。随後，顏泉明把在洛陽遇害的父亲顏杲卿和袁履謙的灵柩，移到長安安葬。顏泉明安葬顏杲卿、袁履謙時，袁履謙之妻怀疑自己丈夫的棺木狭小，打开棺柩一看，大小居然和顏杲卿一样，于是非常自責，对待顏泉明就像父亲一样。
唐肃宗时，顏泉明担任郫县县令。上任后政治清明，诛杀盗賊，人情安定。成都尹上报他为政绩第一，進昇彭州司馬。家貧，住宅質素，随他生活的孤儿有一百人。自己连粥也喝不上，但没有怨嘆之言。